# Baddeley Devesi
Sir Baddeley Devesi,  Caballero de la Gran Cruz de la Orden de San Miguel y San Jorge y  Caballerode la Gran Cruz de la Real Orden Victoriana (16 de octubre de 1941 - 16 de febrero de 2012) fue un político de las Islas Salomón que tuvo el cargo de primer Gobernador General de las Islas Salomón durante dos mandatos consecutivos.

## Biografía
Nació en  Guadalcanal y fue el primer Gobernador General de las Islas Salomón del 7 de julio de 1978 al 7 de julio de 1988. Posteriormente, se desempeñó como Ministro de Relaciones Exteriores de 1989 a 1990, Ministro del Interior de 1990 a 1992 y Vice primer ministro de 1990 a 1993 y 1997 a 2000, hasta que el gobierno fue destituido por un golpe de Estado.
Como líder durante la independencia, criticó a Gran Bretaña por su falta de preparación para el traspaso de la autonomía, lo que en última instancia condujo a las crisis políticas que las Islas Salomón sufrieron después de la independencia. Dijo que el imperio estaba dejando atrás un sistema de justicia y parlamento británico, pero para una nación isleña con 4 volcanes y 70 idiomas. En particular, le preocupaba la falta de preparación para el desarrollo económico.
En 1993 se dirigió a la Asamblea General de las Naciones Unidas con la preocupación de que la Convención Marco de las Naciones Unidas sobre el Cambio Climático no abordaba suficientemente bien la cuestión del calentamiento global. También fue un firme defensor del Tratado de Rarotonga.
Antes del golpe de Estado había recomendado encarecidamente al Alto Comisionado de la  Commonwealth de Australia y Nueva Zelanda que enviaran fuerzas de paz. Alentó a los observadores electorales a garantizar una formación ordenada de un gobierno después de las elecciones de 2006.
Baddeley también fue, brevemente, maestro y director en funciones en la Escuela Primaria Vera'na'aso de la Diócesis de Melanesia (anglicana), Maravovo, durante 1966-67. Lo recuerdo bien por estar inmensamente orgulloso de su herencia isleña. (MRDJ, exprofesor de VSO en Maravovo) Murió el 16 de febrero de 2012, a la edad de 70 años.

| Predecesor: Ninguno - Puesto de Gobernador Protectorado de las Islas Salomón británico creado antes de la independencia | Gobernador General de las Islas Salomón 1978 - 1988 | Sucesor: George Lepping |